# Dyscia senecai
Dyscia senecai là một loài bướm đêm trong họ Geometridae.